# Dicranota sordida
Dicranota (Rhaphidolabis) sordida là một loài ruồi trong họ Pediciidae. Chúng phân bố ở vùng Indomalaya.